# Matthäus Müller (Holzschneider)
Matthäus Müller (geboren vor 1700 in  Dreißdorf; gestorben 1711 in Giebichenstein) war ein deutscher Holz- und Formschneider, der wegen Falschmünzerei hingerichtet wurde.

## Leben
Matthäus Müller arbeitete im 17. Jahrhundert als Holzschneider in Magdeburg und in Halle im preußischen Herzogtum Magdeburg. Aufgrund von Falschmünzerei war er in Magdeburg dazu verurteilt worden, lebendig verbrannt zu werden. Kurz vor seiner geplanten Hinrichtung wurde er jedoch anlässlich der Niederkunft der Kronprinzessin (Sophie Dorothea von Hannover) begnadigt.
Nachdem Müller ein weiteres Mal „wegen Falschmünzerei“ verurteilt worden war, wurde er „auf dem  Giebigstein zu Halle enthauptet und verbrannt.“